# Voo TV
Ne doit pas être confondu avec Voo.
Voo TV est une chaîne de télévision locale de l'agglomération dijonnaise dont le nom « Voo » signifie « voir » en patois bourguignon, elle émet entre 2009 et 2014.

## Historique
- 19 février 2008 : lancement d'un appel à candidatures du CSA pour les zones de Dijon, Lille, Meaux et Bayonne.
- 24 septembre 2008 : les projets Dijon Première (présenté par la SAS Dijon Première) et "TV NET BOURGOGNE" (présenté par la SAS TV NET) répondent à l'appel aux candidatures du CSA[1].
- 23 octobre 2008 : le projet Dijon Première est retenu par le CSA[2].
- 20 juin 2009 : annonce d'un lancement pour le 4 septembre 2009. La chaîne prendra le nom de Voo TV.
- 4 septembre 2009 : diffusion « test » en direct d'un concert donné place de la Libération à Dijon à 20h.
- 6 septembre 2009 : diffusion en boucle d'une bande-annonce prévoyant le lancement prochain de la chaîne « courant octobre ». En raison d'incidents techniques, ce lancement a finalement été reporté à la mi-novembre.
- 21 septembre 2009 : diffusion des premiers numéros du Grand Rendez-Voo via le site web de la chaîne.
- 16 novembre 2009 : lancement officiel de Voo TV.
- 16 novembre 2010 : à la suite du passage au tout numérique de la Bourgogne, Voo TV change de canal UHF et passe du canal 53V au canal 41V.
- 15 novembre 2012 : Voo TV passe sur le canal 40V.
- décembre 2013 : Placement de la chaîne en redressement judiciaire.
- 16 juin 2014 : En raison d'une dette de 600 000 € accumulée par la société Voo TV, le tribunal de commerce de Dijon prononce la liquidation judiciaire de la chaîne[3].
- 17 juin 2014 : Arrêt du signal TNT. La diffusion continue sur ADSL et Internet.
- 24 juin 2014 : Arrêt officiel de la chaîne. Mise en liquidation judiciaire de la société.

## Organisation

### Dirigeants
Présidence :
- Karine Savina : juin 2014

Directeur général :
- Max Rebouillat : 16/11/2009 - 09/2010
- Jean-Louis Pierre : septembre 2010 - août 2013
- Thierry Guignard : août 2013 - juin 2014

### Capital
À sa création, la chaîne bénéficie d'un budget annuel de 1,1 million d'euros (dont 3 x 133 000 € versés par la ville, l'agglomération et la région).

### Partenaires
- Demain !
- Dijon Première
- Caisse d'épargne
- Le Bien public
- Dijon
- Dijon Métropole
- Conseil régional de Bourgogne
- Clubs sportifs : Dijon Football Côte-d'Or, Jeanne d'Arc Dijon Basket, Dijon Hockey Club, DBHB, OMS Dijon, …

## Programme

### Émissions
- Le Grand Rendez-Voo : émission de talk-info traitant de thèmes différents selon le jour de la semaine.
- Le Grand Rendez-Voo Sport : émission traitant du sport régional. (animée notamment par Cédric Tarteret)
- Associez-Voo : thématique associations locales
- Le Rendez-Vous Politique : thématique politique
- Sports & Voo : thématique sports
- Les cultures urbaines s'imposent : cultures urbaines, Hip-Hop et musiques actuelles. (animée par Cédric Tarteret)
- L'Agenda quotidien : idées sorties, événements
- L'Atelier des chefs : thématique cuisine
- Grand tourisme : thématique automobiles
- Cap Canal : thématique jeunesse et éducation
- Watt's In : thématique musique
- Infoservices
- Rue des Docs
- Côté Courts
- Chez nos voisins
- Infos ciné
- Météo

Certaines de ces émissions peuvent être visionnées sur le site web de la chaîne.

## Diffusion
- TNT : émetteur de Chenôve, canal UHF PAL 40V,
- Numericable canal 95,
- DartyBox canal 284,
- Orange canal 253,
- Depuis le site web de la chaîne (en direct 24h/24).